# Rinald Polentani
Rinald Polentani fou fill de Lambert I Polentani.
Dedicat a la carrera eclesiàstica, el 1322 fou elegit arquebisbe de Ravenna, just quan son germà, el senyor Guiu II Polentani, havia estat cridat a Bolonya on fou nomenat capità del poble a Bolonya; en la seva absència va deixar el govern al seu germà Rinald, que encara no havia estat confirmat pel Papa.
Quan Guiu estava a punt de tornar de Bolonya, el cosí Ostasi I Polentani va enserronar a Rinald que el va deixar entrar amb homes armats, i va donar un cop d'estat (20 de setembre de 1322), va matar a Rinald i va assolir el poder.